# Лев-Старович, Збигнев
Зби́гнев Ле́в-Старо́вич (пол. Zbigniew Lew-Starowicz; 25 октября 1943 — 13 сентября 2024) — польский психиатр, психотерапевт, сексолог, автор множества популярных книг о сексе.

## Биография
Окончил Военно-медицинскую академию в Лодзи (1966). В 1981 году защитил кандидатскую, в 1986 году докторскую диссертацию, с 1995 года профессор Варшавской Академии физического воспитания, заведовал кафедрой психосоциальных основ реабилитации. Возглавлял Польское сексологическое общество, в 1995—1996 годах был экспертом по сексуальному просвещению Министерства народного образования Польши, в 1996—1998 годах руководил программой сексуального просвещения ООН. Член-корреспондент Варшавского научного общества.
Был женат вторым браком, имел трёх детей от первого брака и сына от второго.
Умер 13 сентября 2024 года в возрасте 80 лет.

## Публикации
Лев-Старовичем опубликовано несколько десятков книг по сексологии. Среди них:
- «Краски секса» (пол. Barwy seksu)
- «Эротизм и сексуальные техники Востока» (Erotyzm i techniki seksualne wschodu)
- «Секс на закате жизни» (Seks w jesieni życia)
- «Сексуальные тайны и проблемы» (Seksualne tajemnice i problemy)
- «За дверями моего кабинета» (Za drzwiami mojego gabinetu)
- «Брак под микроскопом» (Brak zpod mikroskopem) под псевдонимом Кинесса М.
В России переведены и неоднократно переиздавались «Нетипичный секс» (Seks nietypowy) и «Секс в культурах мира» (Seks w kulturach świata).